# Обстріли Лебединської міської громади
Обстріли Лебединської міської громади — серія обстрілів та авіаударів російськими військами території міста Лебедин та населених пунктів Лебединської міської громади Сумського району Сумської області в ході повномасштабного російського вторгнення в Україну.

## 2022

### 3 березня
Російські окупанти знову почали масове бомбардування Сум та області, зокрема, був обстріл Недригайліва, Боромлі, Бездрика, Лебедина..

### 5 березня
О 7 годині 5 березня пролунала сирена через загрозу авіаудару у Лебедині. Авіабомби, які скинули російські льотчики на цивільних людей по вулиці Привокзальній у Лебедині, пошкодили понад десяток приміщень приватних підприємців. Загалом це були гаражі з транспортом місцевих перевізників, автомайстерні та місце продажу запчастин для автівок. Від ударної хвилі, спричиненої російською авіабомбою повибивало вікна у багатоповерхівках та зруйнувало гаражі. Артилерійські обстріли продовжувались весь день.

### 6 березня
Через артобстріли та авіаудари по населених пунктах російськими військами 6 березня без електроенергії, за даними військової адміністрації, залишалося багато абонентів Лебедині. За фактом знищення будівлі Лебединського хлібзаводу, внаслідок авіаударів з російських літаків, прокуратура розпочала досудове розслідування.

### 9 березня
О 1 годині ночі з 8 на 9 березня військова авіація РФ нанесла удар по Лебедину. В результаті шести пусків знищено два житлових будинки на вулиці Труфанка. Ще близько десятка одержали пошкодження. З-під завалів вдалось врятувати 5 людей, з них 2 дитини. О 01:42 9 березня на місце події залучався черговий караул 5-ї державної пожежно-рятувальної частини для проведення аварійно-рятувальних робіт.

### 10 березня
У ніч на 10 березня російські війська завдали повторного удару по житловим будинкам по вулиці Привокзальній.

### 11 березня
У ніч на 11 березня російські війська обстріляли житлові будинки хутора Кердилівщина Маловорожбянської сільради (нинішньої Лебединської міської громади). Загинули двоє місцевих мешканців — Василь Маслюк та Валерій Суханов.

### 13 березня
13 березня у 22 500 абонентів на Сумщині не було електропостачання. За інформацією обласної військової адміністрації, пошкодження внаслідок обстрілів є в Охтирці, Тростянці, Лебедині та Сумах.

## 2024

### 18 серпня
Був ракетний обстріл громади (1 вибух).